# Selva morale e spirituale

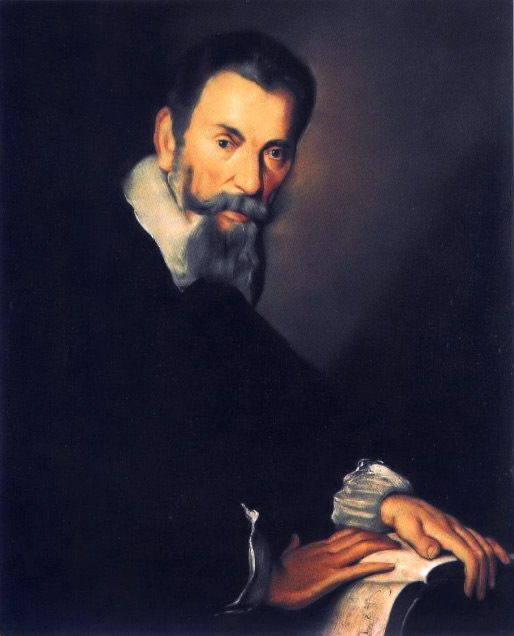
Claudio Monteverdi

La Selva morale e spirituale (SV 252-288) è una collezione di musica sacra di Claudio Monteverdi pubblicata a Venezia nel 1640 e 1641. Il titolo completo è  "Selva / Morale e Spirituale / di Clavdio Monteverde / Maestro di Capella della Serenissima / Republica Di Venetia / Dedicata / alla Sacra Cesarea Maesta dell'Imperatrice / Eleonora / Gonzaga / Con Licenza de Superiori & Priuilegio. / In Venetia M DC X X X X / Appresso Bartolomeo Magni". La raccolta contiene composizioni come Beatus Vir, Laudate pueri Dominum, Missa in illo tempore, Ut queant laxis, Gloria a 7, Salve Regina, Confitebor alla francese e altre.
La lista completa dei lavori è:
- O ciechi il tanto affaticar che giova
- Voi ch'ascoltate in rime sparse
- È questa vita un lampo
- Spuntava il dì
- Chi vol che m'innamori
- Messa a 4 da cappella
- Gloria in excelsis Deo
- Crucifixus
- Et resurrexit
- Et iterum venturus est
- Ab aeterno ordinata sum
- Dixit Dominus Domino meo (I)
- Dixit Dominus Domino meo (II)
- Confitebor tibi, Domine (I)
- Confitebor tibi, Domine (II)
- Confitebor tibi, Domine (III)
- Beatus vir (I)
- Beatus vir (II)
- Laudate, pueri, Dominum (I)
- Laudate, pueri, Dominum (II)
- Laudate Dominum, Omnes gentes (I)
- Laudate Dominum, Omnes gentes (II)
- Laudate Dominum, Omnes gentes (III)
- Credidi propter quod locutus sum
- Memento, (Domine, David) et omnis mansuetudini eius
- Sanctorum meritis inclita gaudia (I)
- Sanctorum meritis inclita gaudia (II)
- Deus tuorum militum sors et corona
- Iste confessor Domini sacratus (I)
- Iste confessor Domini sacratus (II)
- Ut queant laxis resonare fibris
- Deus tuorum militum sors et corona
- Magnificat (I)
- Magnificat (II)
- Salve Regina (I)
- Salve Regina (II)
- Salve Regina (III)
- Jubilet tota civitas
- Laudate Dominum in sanctis eius
- Iam moriar, mi Fili